# Grupo Bel
Grupo Bel é uma holding brasileira com sede na cidade Belo Horizonte, Minas Gerais fundada em 1969 por Marco Aurélio Jarjour Carneiro, que criou sua primeira rádio aos 17 anos de idade, chamada Jornal de Minas. O grupo foi fundado logo depois da estreia da rádio Del Rey FM na capital mineira, atual 98 FM. Sua empresa de sonorização de ambientes, Bel Music foi a responsável pela criação da rádio, que acabou sendo a primeira rádio FM brasileira em frequência modulada estéreo. Criou a Rádio Terra, primeira rádio segmentada de rock do estado; e a CDL FM e Estrada Real FM (atual Estrada FM), anos mais tarde. Implantou a primeira rádio customizada do país, Oi FM presente em seis estados. A parceria durou sete anos, de 2005 a 2012, quando o contrato terminou. A Rede Verão substituiu temporariamente, até que ocorreu o lançamento da Bradesco Esportes FM em algumas praças. Em 2013 a Rede Record vendeu o jornal Hoje em Dia para o grupo, que o repassou posteriormente para o político Ruy Muniz em 2016.
No ramo de TV, foi a responsável por retransmitir o sinal da MTV Brasil, e sua sucessora Ideal TV em Minas Gerais e Brasília. Atualmente é dona da Rede Mais, afiliada da RecordTV em Varginha, Minas Gerais. Foi atuante na área de eventos com a boate naSala, NS Eventos e TF.7, esta última em parceria com a Malab Produções. Ela também foi proprietária da Rádio Accenture, Content Box Multicasting e VTM.

## História

### Primórdios e primeira rádio
Marco Aurélio Jarjour Carneiro mudou-se para a capital de Minas Gerais, Belo Horizonte aos sete anos de idade. Iniciou no ramo de telecomunicações dez anos depois com a criação de sua primeira rádio em amplitude modulada AM, a Jornal de Minas.
A Bel Music foi criada com o intuito de fornecer som ambiente para vários escritórios e consultórios médicos em Belo Horizonte. Criada por Marcos Carneiro e seus amigos Achillis João Cheib e seu irmão Maurílio Cheib, eles distribuíam seu sinal por meio de cabos elétricos da Companhia Energética de Minas Gerais (CEMIG). Com o fim do acordo com a empresa, eles tiveram a ideia de criar a primeira rádio em FM estéreo do Brasil e da América Latina.
Numa década onde estava ficando popular as rádios direcionadas, a Rádio Del Rey FM (atual 98 FM) foi fundada em 12 de junho de 1969. Ela era direcionada a geração jovem e se tornou sinônimo de modernidade no estado e no país em um tempo em que o rádio transmitia em mono. Marco Aurélio citou em uma entrevista que o então presidente do Brasil, Costa e Silva chegou a duvidar da criação da rádio.
Nesse meio tempo, Marcos Aurélio comprou de Ramos de Carvalho a Rádio Pampulha, lançando posteriormente a Rádio Del Rey AM. Depois, ela foi vendida para a rádio Capital AM de São Paulo. Pertencente aos Diários Associados, a Rádio Mineira foi comprada por Marco Aurélio em 1980, até ser vendida em 1983.

### 1979: Rádio Terra e sociedade com Roberto Carlos
No governo de João Figueiredo, as concessões de rádio eram dadas pessoalmente por ele, e haviam algumas disponíveis para algumas capitais. Em 1979, o cantor Roberto Carlos tinha intenção de criar uma rádio FM, com isso, ele tratava do assunto direto com o presidente, sempre acompanhado de Cayon Gadia. Até que em fevereiro daquele ano ele fundou a Rádio Terra Ltda., conseguindo a concessão apenas para a cidade de Belo Horizonte, sendo publicado no Diário Oficial apenas em agosto de ano seguinte. Nesse meio tempo, Cayon Gadia saiu da sociedade, dando lugar ao radialista José Carlos Romeu e Sérgio Orensztejn, antigo sócio de uma locadora em que Roberto também era sócio. Marco Aurélio Jarjour Carneiro também era um dos sócios da rádio.
Em 1984 a Rádio Terra entrou no ar no dial 99,9 sendo a primeira rádio customizada de rock de Minas Gerais. Roberto foi o cantor a inaugurar a rádio, cantando a canção "Ave Maria", e alegou que esta rádio em que ele fazia a abertura "não ia tocar as músicas dele." Segundo o próprio Marco Aurélio, o cantor nunca mais voltou na rádio; "Ele queria deixar claro que era um negócio do empresário, não do artista", disse. Roberto deixou a sociedade em 1994. Em conversa com a revista Época da Editora Globo, Roberto disse que não houve nada em especial, e que Marco Aurélio apenas se interessou em comprar a sua parte.
Também, a primeira rádio especializada em conteúdo feminino foi lançada, sob o nome Você Mulher.
Em 1995, Marco Aurélio decidiu vender a 98 FM para a Fundação L'Hermitage devido a problemas pessoais.
Em 1990, o Grupo Bel conseguiu a concessão da emissora de TV por assinatura Central TVA para gerar a programação local da MTV Brasil no canal 29 em Belo Horizonte. Na prática, a própria Agência Nacional de Telecomunicações (ANATEL) proíbe que qualquer concessão de TVA retransmita a programação de um canal, sendo destinado para a geração de conteúdo. O canal fica codificado de meio-dia a meia-noite, e gerou a programação da MTV Minas — canal 16 (sob a razão social TV Serra Azul Ltda.), de concessão da Abril Radiofusão e já chegou a retransmitir os canais Shoptime, TV União e Rede 21.
Atualmente o canal está licenciado para o canal 23 localizado na cidade de Mateus Leme e transmite a programação da 98 Live.

### 2005: Primeira rádio customizada
Em 2005, o grupo lançou a primeira "rádio customizada" do país, a Oi FM com iniciativa da operadora Oi, presente nos estados de Minas Gerais, Rio de Janeiro, São Paulo, Fortaleza, Espírito Santo e Ceará. Segundo Flavio Carneiro, a escolha da empresa foi pela "inovação e força de marca no DNA da empresa" que estavam em constante investimento naquela época. O foco principal da rádio, era a interatividade com a opção do ouvinte pedir suas músicas por SMS.
Em 2009, a própria fundação detentora da 98 FM decidiu dedicar apenas ao setor de educação, repassando a administração novamente para Jarjour.
Em 31 de dezembro de 2011 acabou a parceria entre o Grupo Bel com a Oi, abandonando o dial para formar provisoriamente a Rede Verão até o final da estação. Após o término da Rede Verão em abril, o Grupo Bel um mês após, lançou em parceria com o Grupo Bandeirantes de Comunicação a rádio Bradesco Esportes FM.

### 2013-24: Compra e venda doHoje em Dia
Em abril de 2013 foi formada a TF.7, empresa em joint venture com a Malab Produções. A empresa produtora de eventos apresenta shows internacionais e nacionais se definindo em uma empresa que "explorar (sic) novos espaços e possibilidades.".
Em setembro do mesmo ano, o grupo comprou o Hoje em Dia, jornal mineiro com sede em Belo Horizonte. Segundo Flávio Carneiro, um dos administradores da empresa, a compra do jornal foi pela necessidade de uma redação para aumentar a divulgação dos produtos e serviços da mesma. Com isso, planejou também lançar um canal de televisão do jornal com produções terceirizadas, uma rádio e um espaço denominado Casa Hoje em Dia na região central de Belo Horizonte. Também, havia sido anunciado a criação de um novo jornal que fosse "mais popular, um jornal rápido e fácil, para ser absorvido em minutos."
Em 24 de abril de 2014, o grupo inaugurou sua mais nova emissora de TV, a RecMinas, afiliada da Rede Record em Varginha.
Devido ao declínio nas vendagens do jornal Hoje em Dia, ficando apenas com 2% das vendas no estado, ela foi colocada à venda. Em fevereiro de 2016 o empresário Ruy Muniz, até então prefeito da cidade de Montes Claros, anunciou a compra da Ediminas.
No início de janeiro de 2017 o Ministério Público do Estado de Minas Gerais pediu a quebra do sigilo bancário de todos os envolvidos nas duas últimas vendas do jornal, incluindo Flávio Jacques Carneiro e Antônio Carlos Tardeli. Em 2016, 30 profissionais foram demitidos sem receber suas devidas indenizações.
O grupo ainda é responsável pela expansão da sua rede de rádios populares por Minas Gerais-atualmente a Estrada Real FM possuía quatro emissoras em duas regiões importantes, a Estrada Real FM na cidade de Ouro Branco FM 102.5 cobrindo mais de 100 municípios entre eles Conselheiro Lafaiete, Ouro Preto e Mariana, a Estrada Real FM 90.9 de Prados que cobre a região de Barbacena e São João Del Rey, a Estrada Real FM 93.7 na cidade de Itaguara, município que pertence a região metropolitana de Belo Horizonte que tem cobertura de munícios entre a região Metropolitana, Centro-Oeste e Sul de Minas que hoje opera com o nome de Rádio Sagarana FM.[carece de fontes?]

### 2024-atualmente: Venda da Capital AM
No segundo semestre de 2024, foi anunciado que a rádio Estrada FM, que era operada pelo Grupo Bel na cidade de Itabirito, iria passar a ser transmitida na capital mineira na mesma frequência 103.3 FM com uma nova programação. Em 5 de julho de 2024 passou a operar em forma de testes com curadoria da Rádio 98 FM.
Já em processo de mudança da frequência de AM para FM, a Rádio Capital AM 570, que era conhecida anteriormente como Rádio Del Rey AM, foi repassada para o grupo em janeiro de 2025 para a Rede Planeta de Comunicação, que detém a Liberdade FM como uma de suas principais empresas.
Finalizado o período experimental de aproximadamente um ano, a 98 News braço jornalístico da Rádio 98 foi lançado oficialmente no dia 20 de maio de 2025 às 7 horas na frequência 103.3 FM em Belo Horizonte. Ela conta com o formato all news e terá transmissão 24 horas por dia. O conteúdo musical até então veiculado na fase experimental da rádio, será migrado para o site oficial da 98.

## Empresas
Radiodifusão
- 98 FM[33][34]
- 103.3 FM
- Rádio Sagarana 93.7 FM
- CDL FM[35]
- 98 News
- Rádio Terra (atualmente arrendado para Rádio Líder)[36]
- TV Vila Rica (atualmente arrendado para TV Canção Nova Belo Horizonte no canal 42 UHF digital 45.1 virtual)
- Rede Mais
- Estúdio Live Mídia e Entretenimento[37]
- RMR Rádio e Televisão Ltda.[38]

Conteúdo e tecnologia digital
- Bel Music
- Soundview
- Jax[39]

Outros
- Bsa Locação de Imóveis LTDA[40]
- Condomínio Aldeias do Lago[41]
- Green Coast Incorporações e Empreendimentos Imobiliários Ltda.[42]

### Antigas ou extintas
- Jornal de Minas
- Rádio Capital AM 570 (Rádio Del Rey AM), atualmente pertencente a Rede Planeta de Comunicação
- Você Mulher
- Bradesco Esportes FM (com Grupo Bandeirantes de Comunicação)
  - Bradesco Esportes FM (São Paulo)
  - Esportes FM (Belo Horizonte)
  - Esportes FM (Porto Alegre)
- MTV Minas
- Rede Verão, substituída pela Bradesco Esportes FM.
- Oi FM, substituída pela Rede Verão.
- Hoje em Dia
- iZap[carece de fontes?]
- Rede 98 Live
  - Rede 98 Live - 93.7 FM - Itaguara
  - Rede 98 Live - 103.3 FM - Itabirito
- Big Notícias - Boletim Informativo do Grupo Bel[11][22]
- VTM
- TF.7
- NS Eventos
- naSala
- Content Box Multicasting
- Estúdio Music Serviços Musicais Ltda.[43]